# Vittorio Mezzogiorno
Vittorio Mezzogiorno (Cercola, Nápoles, 16 de diciembre de 1941 – Milán, 7 de enero de 1994) fue un actor italiano.

## Biografía
Nacido en Cercola, a unos 10 km de Nápoles, transcurrió la infancia en la cercana Sant'Anastasia, siendo el menor de siete hermanos. Posteriormente se mudó con su familia a Nápoles, concretamente al barrio de Chiaia, donde realizó sus estudios de educación secundaria en el Liceo Classico "Umberto I". Paralelamente, se dedicó al boxeo. A los 18 años, Mezzogiorno se matriculó en la universidad e inició la carrera de Medicina, antes de elegir Derecho, disciplina en la que se graduó. 
Su hermano mayor, el futuro anatomopatólogo y político Vincenzo, que quería ser director, le introdujo en el teatro. Tuvo su primera experiencia como actor en el "Teatro S.", donde recitó textos de Samuel Beckett y Eugène Ionesco. Con el fin de mejorar su dicción, pasaba largas noches ejercitando su voz con artículos del Código Penal. En 1962, a los 21 años, interpretó el papel de Estragon en Esperando a Godot en el "Piccolo Teatro" de Nápoles.
En las temporadas 1966-67 y 1967-68, se unió a la compañía de Eduardo De Filippo. En 1969, conoció a la actriz milanesa Cecilia Sacchi. Su colaboración profesional se convirtió rápidamente en una relación sentimental y se casaron el 14 de octubre de 1972. El 9 de noviembre de 1974 nació su única hija, Giovanna Mezzogiorno, que también se convertiría en una actriz. La familia se asentó en Roma, donde Mezzogiorno se dedicó plenamente al teatro. Actuó en la compañía de Lauretta Masiero y de los hermanos Aldo y Carlo Giuffré, luego con Gianni Santuccio, Gianrico Tedeschi y Mario Scaccia, y con Flavio Bucci, Stefano Satta Flores, Cristiano Censi e Isabella Del Bianco. Posteriormente participó en televisión en el primer ciclo (1965) de la serie Le avventure di Laura Storm, con Lauretta Masiero, y dos años más tarde, en 1967, en la producción de La fiera della vanità, drama televisivo dirigido por Anton Giulio Majano. En 1973, se unió al reparto de la serie de televisión Il picciotto, de Alberto Negrin, y empezó a aparecer también regularmente en películas de cine.
Entre los años setenta y ochenta, con Giuliano Montaldo (Il giocattolo) y Francesco Rosi (Tre fratelli, película incluida más tarde en la quiniela anual del Óscar a la mejor película de habla no inglesa), el actor napolitano ofreció dos interpretaciones cinematográficas que le valieron dos Nastri d'argento, el primero como mejor actor de reparto, el segundo como mejor actor protagonista.
En 1983, Jean-Jacques Beineix le abrió las puertas del cine francés con la película La Lune dans le caniveau, donde actuó junto a Gérard Depardieu y Nastassja Kinski, pero el verdadero reconocimiento le llegó ese mismo año con L'Homme blessé, una película de Patrice Chéreau. Mientras tanto, Mezzogiorno se trasladó a París. En 1984, fue elegido por Peter Brook para el papel de Arjuna en la colosal producción teatral de su Mahābhārata. Su trabajo de investigación y entrenamiento para la obra le llevó (junto con la compañía internacional CIRT de Brook) a nutrirse de diferentes culturas y a prepararse física y espiritualmente para lo que se convirtió en su avance artístico más importante. Las críticas positivas y la notoriedad, desde ahí hasta el final de la gira mundial de Mahābhārata, alcanzaron su punto álgido. En total, Mezzogiorno ha interpretado a Arjuna durante seis años en cuatro continentes.
En 1990, el actor regresó a Italia y se instaló en Milán. Se convirtió en una estrella de la televisión al interpretar al comisario Davide Licata en la serie La piovra. En 1992 actuó junto a su esposa en el "Teatro Stabile" de Parma; esta sería su última aparición. De hecho, poco después, Vittorio Mezzogiorno murió a los 52 años, el 7 de enero de 1994, fulminado por un choque circulatorio; previamente había sido operado de un cáncer de pulmón. Su cuerpo fue enterrado en el cementerio de Griante, un pueblo del lago de Como.
En el décimo aniversario de la muerte del actor, se creó el "Premio Vittorio Mezzogiorno", en colaboración con su hija Giovanna, la Consejería de Cultura de la Región de Campania y Stella film; cada año, dos actores emergentes italianos de cine y teatro reciben una beca para realizar prácticas y cursos con grandes maestros, con el fin de perfeccionar su arte.

## Filmografía

### Cine
- Il caso Pisciotta, de Eriprando Visconti (1972)
- Non ho tempo, de Ansano Giannarelli (1973)
- Bisturi - La mafia bianca, de Luigi Zampa (1973)
- Cecilia - Storia di una comune anarchica ( La Cécilia), de Jean-Louis Comolli (1975)
- La orca, de Eriprando Visconti (1976)
- Il superiore, episodio de Basta che non si sappia in giro, de Luigi Magni (1976)
- Milano violenta, de Mario Caiano (1976)
- La polizia è sconfitta, de Domenico Paolella (1977)
- Il giocattolo, de Giuliano Montaldo (1979)
- Speed Cross, de Stelvio Massi (1980)
- Café Express, de Nanni Loy (1980)
- Desideria: la vita interiore, de Gianni Barcelloni Corte (1980)
- Arrivano i bersaglieri, de Luigi Magni (1980)
- Il doppio sogno dei signori X, de Anna Maria Tatò (1980)
- Tre fratelli, de Francesco Rosi (1981)
- Carrera salvaje (Car Crash), de Antonio Margheriti (1981)
- E noi non faremo Karakiri, de Francesco Longo (1981)
- La caduta degli angeli ribelli, de Marco Tullio Giordana (1981)
- La lune dans le caniveau, de Jean-Jacques Beineix (1983)
- Nostalgia (Nostalghia), de Andréi Tarkovski (1983)
- La casa del tappeto giallo, de Carlo Lizzani (1983)
- L'Homme blessé, de Patrice Chéreau (1983)
- Les Cavaliers de l'orage, de Gérard Vergez (1984)
- La Garce, de Christine Pascal (1984)
- Fuegos, de Alfredo Arias (1987)
- Jenatsch, de Daniel Schmid (1987)
- Contrainte par corps, de Serge Leroy (1988)
- Il Mahābhārata, de Peter Brook (1989)
- La condanna, de Marco Bellocchio (1991)

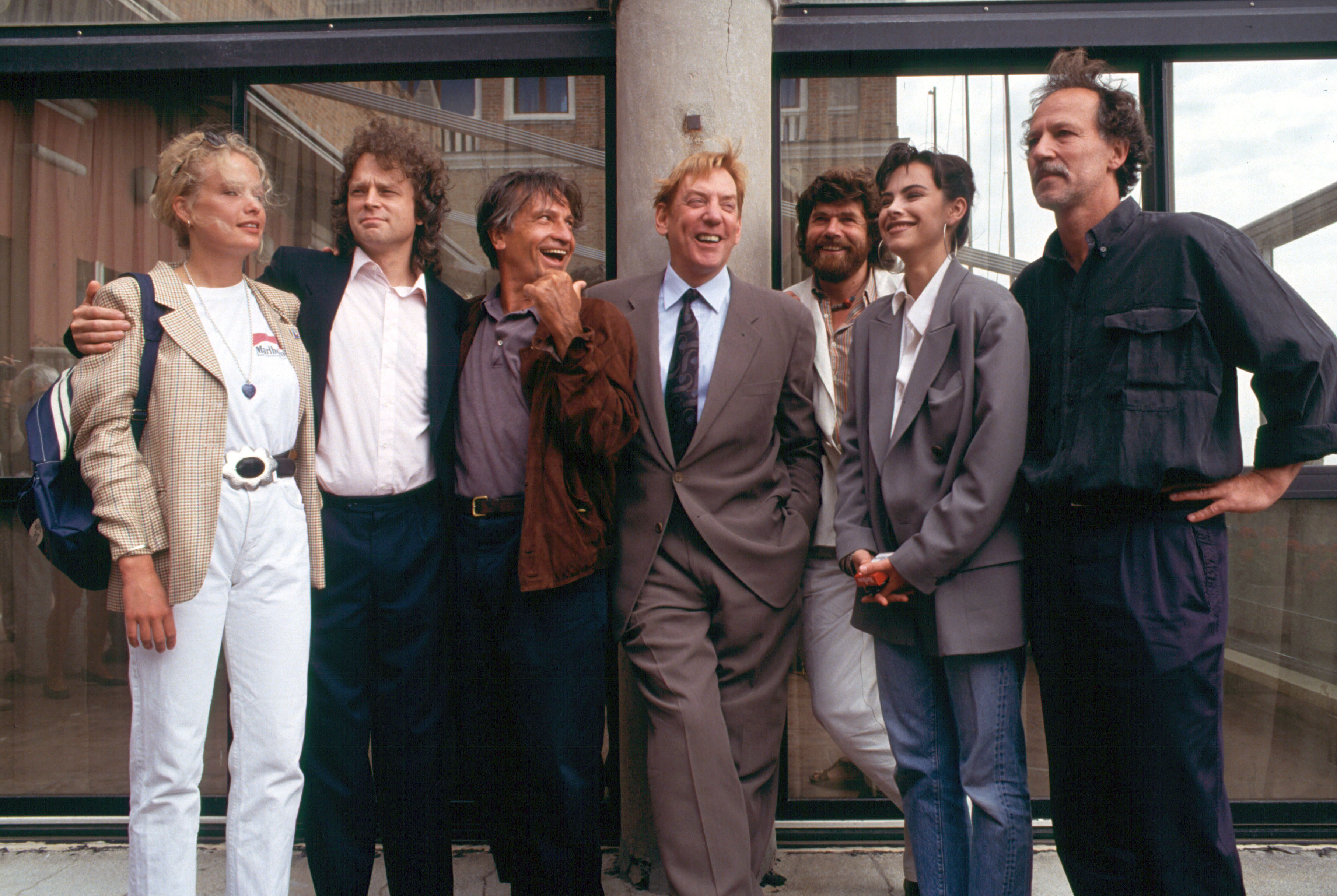
Mezzogiorno (el tercero desde la izquierda), durante la presentación de la película Grito de piedra en el Festival Internacional de Cine de Venecia de 1991.

- Grito de piedra (Cerro Torre: Schrei aus Stein), de Werner Herzog (1991)
- Riflessi in un cielo scuro, de Salvatore Maira (1991)
- L'esprit de l'exil, de Amos Gitai (1992)
- Hors saison, de Daniel Schmid (1992)
- Caccia alle mosche, de Angelo Longoni (1993)

### Televisión
- Le avventure di Laura Storm, de Camillo Mastrocinque - serie TV, 4 episodi (1965)
- Resurrezione, de Franco Enríquez - miniserie de televisión (1965)
- Luisa Sanfelice, de Leonardo Cortese - miniserie de televisión (1966)
- Madame Curie, de Guglielmo Morandi (1966)
- I racconti del faro - miniserie de televisión (1967)
- La fiera delle vanità, de Anton Giulio Majano - miniserie de televisión (1967)
- Indagine su una rapina, de Gian Pietro Calasso - película TV (1971)
- Il picciotto, de Alberto Negrin - miniserie de televisión (1973)
- L'assassinio dei fratelli Rosselli, de Silvio Maestranzi - miniserie de televisión (1974)
- Dedicato a un medico, de Gianni Serra - miniserie de televisión (1974)
- Sotto il placido Don, de Vittorio Cottafavi - miniserie de televisión (1974)
- Processo al generale Baratieri per la sconfitta di Adua, de Piero Schivazappa - miniserie de televisión (1974)
- Asalto nocturno de Alfonso Sastre, drama dirigido por Pino Passalacqua (1975)
- Orlando Furioso, de Luca Ronconi - miniserie de televisión (1975)
- I killer, de Gian Pietro Calasso - película TV (1975)
- Diagnosi, de Mario Caiano - miniserie de televisión (1975)
- Il marsigliese, de Giacomo Battiato - miniserie de televisión (1975)
- L'amaro caso della baronessa di Carini, de Daniele D'Anza - miniserie de televisión (1975)
- Extra, de Daniele D'Anza - miniserie de televisión (1976)
- Una spia del regime, de Alberto Negrin - miniserie de televisión (1976)
- Un bail pour l'éternité, de Yves-André Hubert - película TV (1976)
- Delitto sulle punte, de Pino Passalacqua - miniserie de televisión (1977)
- Il balordo, de Pino Passalacqua - miniserie de televisión (1978)
- Racconti fantastici, de Daniele D'Anza - miniserie de televisión (1979)
- Il giorno dei cristalli, de Giacomo Battiato - miniserie de televisión (1979)
- Martin Eden, de Giacomo Battiato - miniserie de televisión (1979)
- L'assedio, de Silvio Maestranzi - miniserie de televisión (1980)
- Un asino al patibolo, de Giuseppe Cassieri, drama dirigido por Giuliana Berlinguer (1982)
- La ragazza dell'addio, de Daniele D'Anza - miniserie de televisión (1984)
- ...e la vita continua, de Dino Risi - miniserie de televisión (1984)
- Un cappello pieno di pioggia, drama dirigido por Gianni Serra (1985).
- Un foro nel parabrezza, de Sauro Scavolini - miniserie de televisión (1985)
- Io e il Duce, de Alberto Negrin - miniserie de televisión (1985)
- Historia de una revolución (La révolution française), de Robert Enrico y Richard T. Heffron - miniserie de televisión (1989)
- La piovra 5 - Il cuore del problema, de Luigi Perelli - miniserie de televisión (1990)
- Una vita in gioco, de Franco Giraldi - miniserie de televisión (1991)
- La piovra 6 - L'ultimo segreto, de Luigi Perelli - miniserie de televisión (1992)

## Teatro
- 'Na mugliera africana (en napolitano), de Eduardo Scarpetta, dirigido por Eduardo De Filippo. Compañía Eduardo De Filippo (1966-1967)
- 'Ommiedeco díe femmene, de Eduardo Scarpetta, dirigido por Eduardo De Filippo. Compañía Eduardo De Filippo (1966-1967)
- Il contratto, de Eduardo De Filippo, dirigido por Eduardo De Filippo. Compañía Eduardo De Filippo (1967-1968)
- Las nubes, de Aristófanes, dirigido por Roberto Guicciardini. Istituto nazionale del dramma antico (1968)
- Il cavallo a vapore, de Pierre Barillet y Jean-Pierre Grédy, dirigido por Daniele D'Anza. Compañía Aldo y Carlo Giuffré-Lauretta Masiero (1968-1969)
- La primavera di Praga, de Luigi Preti. Compañía Aldo e Carlo Giuffré-Lauretta Masiero (1969)
- Las asambleístas, de Aristófanes, dirigido por Mario Prosperi. Compañía Lucio Ardenzi (1969)
- La madre, de Bertolt Brecht, dirigido por Cristiano Censi. Cooperativa Teatrale Compagni di Scena (1970)
- L'opera del mendicante, de John Gay, dirigido por Giorgio Bandini. Cooperativa Teatro Belli (1971)
- Annata ricca (en siciliano), de Nino Martoglio, dirigido por Romano Bernardi. Teatro Stabile de Catania (1976)
- Il mostro, di Ghigo De Chiara, dirigido por Giuseppe Di Martino. Teatro Stabile de Catania (1976)
- Mahābhārata (en francés), adaptación teatral de Jean-Claude Carrière, dirigido por Peter Brook. Centre International de Recherches Théâtrales (1984-1985-1986)
- Ritorno ad Alphaville, dirigido por Mario Martone. Compañía Falso Movimento (1986)
- The Mahabharata (en inglés), adaptación teatral de Jean-Claude Carrière, dirigido por Peter Brook. Centre International de Recherche Théâtrales y Royal Shakespeare Company (1987-1988)
- Woyzeck, de Georg Büchner, dirigido por Mario Martone. Ater Teatro (1989)
- Scena madre, de Arthur Schnitzler, dirigido por Alain Maratrat. Teatro Stabile de Parma (1992)

## Documentales
- Negli occhi, de Francesco Del Grosso (2009) - documental dedicado a al vida de Vittorio Mezzogiorno

## Premios
Nastro d'argento
| Año  | Categoría              | Película      | Resultado |
| ---- | ---------------------- | ------------- | --------- |
| 1979 | Mejor actor de reparto | Il giocattolo | Ganador   |
| 1981 | Mejor actor            | Tre fratelli  | Ganador   |

Festival Internacional de Cine de Venecia
| Año  | Categoría                       | Película        | Resultado |
| ---- | ------------------------------- | --------------- | --------- |
| 1991 | Premio Pasinetti al mejor actor | Grito de piedra | Ganador   |

Ciak d'oro
| Año  | Categoría   | Película        | Resultado |
| ---- | ----------- | --------------- | --------- |
| 1991 | Mejor actor | Grito de piedra | Ganador   |